# ویلیام اندرسون (بازیکن هاکی روی یخ)
ویلیام اندرسون (انگلیسی: William Anderson; ۱ آوریل ۱۹۰۱ – ۲۳ فوریهٔ ۱۹۸۳) بازیکن هاکی روی یخ اهل بریتانیا بود.